# Фінал Кубка Стенлі 1985
Фінал Кубка Стенлі 1985 (англ. Stanley Cup Finals) — 93-й загалом фінал Кубка Стенлі та сезону 1984–1985 у НХЛ між командами «Едмонтон Ойлерз» та «Філадельфія Флайєрз». Фінальна серія стартувала 21 травня в Філадельфії, а фінішувала 30 травня перемогою «Едмонтон Ойлерз».
У регулярному чемпіонаті «Філадельфія Флайєрз» фінішували першими в дивізіоні Патрик Конференції Принца Уельського набравши 113 очок, а «Едмонтон Ойлерз» посіли перше місце в дивізіоні Смайт Конференції Кларенса Кемпбела з 109 очками.
У фінальній серії перемогу здобули «Едмонтон Ойлерз» 4:1. Приз Кона Сміта (найкращого гравця фінальної серії) отримав капітан «Нафтовиків» Вейн Грецкі.

## Шлях до фіналу
| Західна конференція     |          |                    |                   |                                |
| Стадія                  | Суперник | Суперник           | Загальний рахунок | Результати матчів              |
| Чвертьфінал конференції | С4       | Лос-Анджелес Кінгс | 3 : 0             | 3:2 (ОТ), 4:2, 4:3 (ОТ)        |
| Півфінал конференції    | С2       | Вінніпег Джетс     | 4 : 0             | 4:2, 5:2, 5:4, 8:3             |
| Фінал конференції       | Н2       | Чикаго Блекгокс    | 4 : 2             | 11:2, 7:3, 2:5, 6:8, 10:5, 8:2 |

| Східна конференція      |          |                    |                   |                                   |
| Стадія                  | Суперник | Суперник           | Загальний рахунок | Результати матчів                 |
| Чвертьфінал конференції | П4       | Нью-Йорк Рейнджерс | 3 : 0             | 5:4 (ОТ), 3:1, 6:5                |
| Півфінал конференції    | П3       | Нью-Йорк Айлендерс | 4 : 1             | 3:0, 5:2, 5:3, 2:6, 1:0           |
| Фінал конференції       | А2       | Квебек Нордікс     | 4 : 2             | 1:2 (ОТ), 4:2, 4:2, 3:5, 2:1, 3:0 |

## Арени
| Едмонтон           | Нортландс-колісіум Спектрумclass=notpageimage\| Арени фіналу Кубка Стенлі 1985 | Філадельфія       |
| Нортландс-колісіум | Нортландс-колісіум Спектрумclass=notpageimage\| Арени фіналу Кубка Стенлі 1985 | Спектрум          |
| Місткість: 16 839  | Нортландс-колісіум Спектрумclass=notpageimage\| Арени фіналу Кубка Стенлі 1985 | Місткість: 17 380 |
|                    | Нортландс-колісіум Спектрумclass=notpageimage\| Арени фіналу Кубка Стенлі 1985 |                   |

## Серія
| 21 травня 1985 | Едмонтон Ойлерз | 1 : 4 (0:1, 0:0, 1:3) | Філадельфія Флайєрз | Спектрум, Філадельфія |

| Протокол                | Протокол                | Протокол                                                                      | Протокол                     | Протокол |
| ----------------------- | ----------------------- | ----------------------------------------------------------------------------- | ---------------------------- | -------- |
|                         | Грант Фюр (00:00-59:08) | Голкіпери                                                                     | Пелле Ліндберг (00:00-59:55) |          |
| Віллі Ліндстрем (56:52) |                         | Ілкка Сінісало (15:05) Рон Саттер (45:56) Тім Керр (48:07) Дейв Пулін (59:39) |                              |          |
| 33 хв.                  | Вилучення               | 25 хв.                                                                        |                              |          |
| 26                      | Кидки                   | 41                                                                            |                              |          |

| 23 травня 1985 | Едмонтон Ойлерз | 3 : 1 (1:0, 1:1, 1:0) | Філадельфія Флайєрз | Спектрум |

| Протокол                                                        | Протокол                | Протокол         | Протокол                     | Протокол |
| --------------------------------------------------------------- | ----------------------- | ---------------- | ---------------------------- | -------- |
|                                                                 | Грант Фюр (00:00-59:46) | Голкіпери        | Пелле Ліндберг (00:00-59:32) |          |
| Вейн Грецкі (10:29) Віллі Ліндстрем (36:08) Дейв Гантер (59:33) |                         | Тім Керр (30:22) |                              |          |
| 21 хв.                                                          | Вилучення               | 21 хв.           |                              |          |
| 30                                                              | Кидки                   | 18               |                              |          |

| 25 травня 1985 | Філадельфія Флайєрз | 3 : 4 (1:3, 0:1, 1:1) | Едмонтон Ойлерз | Нортландс-колісіум, Едмонтон |

| Протокол                                                 | Протокол                                            | Протокол                                                                                | Протокол  | Протокол |
| -------------------------------------------------------- | --------------------------------------------------- | --------------------------------------------------------------------------------------- | --------- | -------- |
|                                                          | Пелле Ліндберг (00:00-24:39) Боб Фрос (24:39-59:46) | Голкіпери                                                                               | Грант Фюр |          |
| Деррік Сміт (01:41) Марк Гоу (49:08) Браян Пропп (54:26) |                                                     | Вейн Грецкі (01:10) Вейн Грецкі (01:25) Вейн Грецкі (13:32) Майк Крушельницький (26:58) |           |          |
| 44 хв.                                                   | Вилучення                                           | 46 хв.                                                                                  |           |          |
| 30                                                       | Кидки                                               | 26                                                                                      |           |          |

| 28 травня 1985 | Філадельфія Флайєрз | 3 : 5 (3:2, 0:2, 0:1) | Едмонтон Ойлерз | Нортландс-колісіум |

| Протокол                                                      | Протокол                                            | Протокол                                                                                             | Протокол  | Протокол |
| ------------------------------------------------------------- | --------------------------------------------------- | --- | --------- | -------- |
|                                                               | Пелле Ліндберг (00:00-39:50) Боб Фрос (39:50-59:05) | Голкіпери                                                                                            | Грант Фюр |          |
| Річ Саттер (00:46) Тодд Берген (06:38) Мюррей Крейвен (11:32) |                                                     | Пол Коффі (04:22) Чарлі Гадді (18:23) Гленн Андерсон (20:21) Вейн Грецкі (32:53) Вейн Грецкі (43:42) |           |          |
| 18 хв.                                                        | Вилучення                                           | 14 хв.                                                                                               |           |          |
| 23                                                            | Кидки                                               | 32                                                                                                   |           |          |

| 30 травня 1985 | Філадельфія Флайєрз | 3 : 8 (1:4, 0:3, 2:1) | Едмонтон Ойлерз | Нортландс-колісіум |

| Протокол                                                  | Протокол  | Протокол | Протокол  | Протокол |
| --------------------------------------------------------- | --------- | --- | --------- | -------- |
|                                                           | Боб Фрос  | Голкіпери | Грант Фюр |          |
| Річ Саттер (07:23) Браян Пропп (41:59) Річ Саттер (47:05) |           | Ярі Куррі (04:54) Віллі Ліндстрем (05:31) Пол Коффі (15:31) Пол Коффі (17:57) Марк Мессьє (29:18) Майк Крушельницький (30:20) Вейн Грецкі (36:49) Марк Мессьє (43:39) |           |          |
| 62 хв.                                                    | Вилучення | 59 хв. |           |          |
| 22                                                        | Кидки     | 41 |           |          |

| Володар Кубка Стенлі 1985    |
| ---------------------------- |
| Едмонтон Ойлерз другий титул |

## Володарі Кубка Стенлі
| Володарі Кубка Стенлі «Едмонтон Ойлерз» | Воротарі: Грант Фюр, Енді Муг Захисники: Лі Фоголін, Кевін Лоу, Пол Коффі, Ренді Грегг, Чарлі Гадді, Дон Джексон, Ларрі Мельник Нападники: Вейн Грецкі (К), Майк Крушельницький, Кевін Макклелланд, Марк Мессьє, Дейв Ламлі, Гленн Андерсон, Ярослав Поузар, Дейв Гантер, Еса Тікканен, Пат Г'юз, Ярі Куррі, Марк Непер, Віллі Ліндстрем, Дейв Семенко, Біллі Керролл Головний тренер: Глен Сатер Генеральний менеджер: Глен Сатер |